# つよがり (中川翔子の曲)
「つよがり」は、中川翔子の14枚目のシングル。2011年6月8日にSony Recordsから発売された。

## 概要
表題曲「つよがり」はテレビアニメ『べるぜバブ』の第2期エンディングテーマ。 
仕様は初回生産限定盤（SRCL-7617/8）・通常盤（SRCL-7619）・期間生産限定盤（SRCL-7620）3形態で同時発売。当初は2011年5月4日発売予定であったが、2011年3月11日に発生した東北地方太平洋沖地震による影響を考慮し、2011年6月8日に延期となった。
つよがりの配信収益は中川本人の希望から義援金としている。
初回生産限定盤はCD+DVDで、「つよがり」のPVが収録されたDVDが同梱されている。期間生産限定盤は『べるぜバブ』のオリジナルジャケット仕様で、「つよがり」のTVサイズとオリジナルスーパーピクチャーレーベルがそれぞれ」収録、封入されている。なお初回生産限定盤、通常盤とも『べるぜバブ』のオリジナルデカラベルステッカーが封入されている。

## 収録曲

### 初回生産限定盤・通常盤
1. つよがり [4:06]
作詞・作曲：しほり、編曲：太田雅友
  - 読売テレビ・日本テレビ系アニメ『べるぜバブ』第2エンディングテーマ
2. 星屑ロマンス [3:36]
作詞・作曲・編曲：木下智哉
  - TBS『飛び出せ!科学くん』テーマソング
3. Dangerous wild, you are! [4:08]
作詞：畑亜貴、作曲・編曲：日比野裕史
4. つよがり（Instrumental）
5. 星屑ロマンス（Instrumental）
6. Dangerous wild, you are!（Instrumental）

### 期間生産限定盤
1. つよがり
2. 星屑ロマンス
3. Dangerous wild, you are!
4. つよがり（TV Edit） [1:31]
5. つよがり（Instrumental）
6. 星屑ロマンス（Instrumental）
7. Dangerous wild, you are!（Instrumental）
8. つよがり(TV Edit)（Instrumental）

### DVD（初回盤のみ）
1. 「つよがり」Music Video